# 華語普及運動 (シンガポール)
華語普及運動（英語: Speak Mandarin Campaign（SMC）、中国語: 講華語運動）は、中華系シンガポール人にシンガポールの4つの公用語の一つである標準中国語の使用を促進するシンガポール政府の政策。リー・クアンユー首相によって1979年9月7日に開始され、推広華語理事会のもと年間キャンペーンが実施されている。

## 背景
1966年、シンガポール政府は同国の学生・生徒が英語とそれぞれの母語の2言語を学ぶことを原則とするバイリンガル教育政策を導入した。ゴー・ケンスイ副首相が同国の教育システムについて評価したいわゆる「ゴー報告書」（1979年）では、最低限の水準の言語能力を2つの言語で達成している学生・生徒は40%に満たないことが明らかにされた。その後、中華系シンガポール人による標準中国語の習得が、家庭内で出身地に由来する方言（福建語・潮州語・広東語・客家語など）の使用によって妨げられていることが判明した。そこで、政府はバイリンガル教育政策実施が直面した問題を是正すべく、中華系シンガポール人の共通語としての標準中国語普及と、他の中国語方言使用の抑制を眼目としたキャンペーンの開始を決定した。
1979年にリー・クアンユー首相によって開始された華語普及運動は、中華系シンガポール人の言語環境の簡易化、コミュニケーションの改善、バイリンガル教育の推進につながる標準中国語使用環境の整備を狙いとしていた。初期の目標として、5年以内にすべての若年層の中華系国民が中国語方言を使わないようにすること、10年以内に公共の場で標準中国語が選択されるようにすることを掲げた。
バイリンガル政策を推進するシンガポール政府は、中華系国民の家庭内において標準中国語がリングワ・フランカとして用いられることを意図していた。そのため政府は、標準中国語は他の方言よりも経済的にも有利であり、また、方言単位の集団を超えてすべての華人のアイデンティティを示す価値観や伝統の文化的蓄積を持つ標準中国語の使用が彼らの文化的遺産を維持すると主張した。

## 展開
華語普及運動の主眼は、若年層を中心とした多くの人々を対象に方言の代わりに標準中国語を話すことを奨励し、共通語の使用によって異なる方言集団間のコミュニケーションを改善し、そうした集団間の言語的障壁を取り除くことから始まった。これは、特に独立以降の、すべての中華系国民の統合にとって重要であった。歴史の浅い新国家にとってグローバル化と経済的挑戦の要請を満たすため、政府は英語により注力していった。その結果として、英語教育を受けた中華系シンガポール人の多くは標準中国語やその他の中国語方言の言語能力を失っていくこととなった。
1991年シンガポール総選挙では、政権党である人民行動党（PAP）が議席数を減らす結果となったが、労働者階級であり方言話者の中華系有権者の言語的な不安に野党が乗じたのもその背景にある。 
そこで、人民行動党政権は同政策の主たるターゲットを中国語方言話者から英語話者で教育水準の高い中華系国民へと転換した。1994年のキャンペーンでは、特に英語教育を受けたビジネスマンや労働者層をターゲットに据え、文化的ルーツとの「紐帯」（links）の維持、文化的遺産と価値観をよりよい理解、そして何よりビジネス領域における中国の興隆を背景とした経済的観点の補完のために標準中国語の使用を推奨した。2010年の中国経済の失速に際しては、中華系国民にルーツを意識させ、自身の文化をよりよく理解するような文化的側面を強調したキャンペーンが展開された。

## 成果
| シンガポールに住む華人家庭で話される言語 | シンガポールに住む華人家庭で話される言語 | シンガポールに住む華人家庭で話される言語 | シンガポールに住む華人家庭で話される言語 | シンガポールに住む華人家庭で話される言語 | シンガポールに住む華人家庭で話される言語 | シンガポールに住む華人家庭で話される言語 |
| 主な使用言語                             | 1957 (%)                                 | 1980 (%)                                 | 2000 (%)                                 | 2010 (%)                                 | 2015 (%)                                 | 2020 (%)                                 |
| ---------------------------------------- | ---------------------------------------- | ---------------------------------------- | ---------------------------------------- | ---------------------------------------- | ---------------------------------------- | ---------------------------------------- |
| 英語                                     | 1.8                                      | 11.6                                     | 23                                       | 32.6                                     | 37.4                                     | 48.3                                     |
| 標準中国語                               | 0.1                                      | 10.2                                     | 35                                       | 47.7                                     | 46.1                                     | 29.9                                     |
| その他の中国語                           | 97                                       | 81.4                                     | 30.7                                     | 19.2                                     | 16.1                                     | 8.7                                      |

キャンペーンの成功は、開始から20年を経て明白なものとなった。シンガポールにおいて、標準中国語以外の方言話者の数は大幅に減少した。家庭内での方言使用率は、1980年の81.4%から2010年には19.2%に減少した一方、家庭で主に使用する言語を標準中国語とする世帯は、1980年の10.2％から2010年には47％に増加した。

## 批判
華語普及運動は、さまざまな批判を浴びている。方言話者層は、自身の子どもたちが英語と標準中国語の「2つの外国語」を学ばなければならない点に不満を抱いており、これは政策の意図する「英語と母語たる標準中国語」とは対照的である。この点は、リー・クアンユー自身も認識しており、多くの中華系シンガポール人にとって標準中国語は「（母語ではなく）継母語」（"stepmother tongue"）であって、方言こそが真の母語であることを認めている。さらに、2009年には進行中の同年のキャンペーン「中国語は怖い？」（华文？ 谁怕谁!）が進行中であるなか、リー・クアンユーは学校での標準中国語教育が「間違った方向」に向かっており、彼自身がバイリンガル教育に固執したことが「何世代にもわたる生徒に大きな代償を強いた」と認めた。翌2010年6月にはさらに、「標準中国語は重要だが、シンガポールでは依然として第二言語である」と述べている。
また、文化的アイデンティティを強調した標準中国語教育体系が、かえって標準中国語話者である若年層が方言話者である彼らの祖父母世代とのコミュニケーションできなくなる結果を招いたという指摘もある。こうした批判をする者は、華語普及運動をロシア化や政策的な言語消滅と対比している。シンガポールにおける中国語方言話者数の減少は、こうした方言の保存・継承に関する問題を喚起しており、2009年3月には現地紙ザ・ストレーツ・タイムズが「40年前の私たちはもっと多言語的であった。たった一世代で言語は消滅した」というウン・ビーチン博士（南洋理工大学）の言葉を記事中で紹介した。
同記事を目に留めた、リー・クアンユー（当時内閣顧問）の首席秘書官チー・ホンタットは、同紙編集部への寄稿で、方言と比較した際の英語・標準中国語の重要性を強調し、それら2言語の学習に及ぼす方言使用の悪影響について語った。また、同国の政府機関や大学の関係者が英語・標準中国語を犠牲にしてまで方言学習を推奨することは「愚か」（"stupid"）だと述べている。
マレー人・タミル人を中心とする非中国語話者のコミュニティからは、華語普及運動への注力はシンガポールにおけるリングア・フランカとして英語が果たす役割を弱め、シンガポールの少数派民族集団を疎外するおそれがあるという批判もある。たとえば、海峡華人にとってはマレー語とともに福建語などの方言が日常言語として機能してきた。シンガポール人やマレーシア人の話す福建語にはマレー語からの借用語も多く、またその逆も多い。1960年代を通じて、商人たちの共通語はマレー語、福建語、タミル語、英語、その他の方言の混交したものであった。また、標準中国語の言語能力が要件とされることで、非中華系の少数民族集団に対する差別につながることを危惧する批判もある。現在の雇用関連の法令では人種差別は禁止されているが、求職者に英語と標準中国語のバイリンガルであることを要件として求めることによって雇用者はこうした規制を回避している。
教育省が学童の氏名を拼音表記に統一しようとした際も大きな反発が生じた。

## 他言語に関するキャンペーン
華語普及運動（SMC）は、シンガポールの4つの公用語のひとつである中国語に関するものであるが、他の3言語に関しても、正しい英語を話す運動、ブラン・バハサ（マレー語月間）、タミル語フェスティバルがある。いずれの言語キャンペーンもそれぞれの言語の理事会（language council）が、シンガポール国家文物局による後援のもと運営している。